# Port lotniczy Foggia
Port lotniczy Foggia (IATA: FOG, ICAO: LIBF) – port lotniczy położony 3 km od centrum Foggi, w prowincji Foggia, w regionie Apulia, we Włoszech.

## Linie lotnicze i połączenia
| Linia Lotnicza | Kierunek                                                                                  |
| -------------- | ----------------------------------------------------------------------------------------- |
| Alidaunia      | 1. Peschici 2. Isole Tremiti 3. Vieste                                                    |
| Lumiwings      | 1. Mediolan-Bergamo (od 2 kwietnia 2024) 2. Mediolan-Linate 3. Mediolan-Malpensa 4. Turyn |